# What's Words Worth?
What's Words Worth? — другий концертний альбом англійського гурту Motörhead, випущений 5 березня 1983 року.

## Композиції
1. The Watcher - 4:01
2. Iron Horse/Born to Lose - 4:55
3. On Parole - 5:12
4. White Line Fever - 2:33
5. Keep Us on the Road - 5:25
6. Leaving Here - 3:12
7. I'm Your Witchdoctor - 3:08
8. Train Kept A-Rollin' - 2:43
9. City Kids - 3:43

## Склад
- Леммі Кілмістер - вокал
- Едді «Фаст» Кларк - гітара
- Філ «Філті Енімал» Тейлор - ударні